# Aeroportul Chanute Martin Johnson
Aeroportul Chanute Martin Johnson (IATA: CNU, ICAO: KCNU, FAA LID: CNU) este un aeroport din Kansas, Statele Unite ale Americii ce deservește zona Chanute⁠(d). Aeroportul a fost tranzitat în 2017 de 4 pasageri. A fost numit după zona deservită.
Situat la o altitudine de 305 m, aeroportul dispune de 1 pistă.

## Infrastructură

### Piste
Aeroportul dispune de o singură pistă. Pista 18/36 are suprafața de asfalt și dimensiunile 4.255 picioare × 75 picioare. 